# Trolleybus de Bordeaux
Le trolleybus de Bordeaux était un réseau de trolleybus faisant partie du réseau de transports en commun de l'agglomération de Bordeaux. Le réseau de trolleybus est mis en service en 1940 et fonctionne jusqu'en 1954. 

## Histoire
Le trolleybus fait son apparition à Bordeaux en mai 1940,.
Dès 1939, la Compagnie française des Tramways électriques et omnibus de Bordeaux (TEOB), qui exploite l'ancien tramway de Bordeaux, étudie la possibilité de remplacer certaines lignes de tramway par des trolleybus.
Des essais sont menés en mai 1940 avec un trolleybus Vétra CS60, sur la courte ligne de tramway reliant la Passerelle (près de la Gare Saint-Jean) à Brienne. Ces essais sont jugés concluants, et des trolleybus supplémentaires sont commandés pour assurer l'exploitation commerciale de la ligne,. En parallèle, la TEOB projette d'équiper en trolleybus une partie des lignes de tramway de la rive droite. Ce choix est en partie motivé par la topographie accidentée de la rive droite de la ville, ainsi que par la présence de nombreuses voies ferrées qui desservent les nombreux sites industriels présents dans ce secteur, ce qui gêne l'exploitation du tramway. Cependant, une partie de ces projets sera retardée, voire annulée, à cause des difficultés d'approvisionnement liées à la Seconde Guerre mondiale.
Après la guerre, dès 1945, les trolleybus remplacent les tramways sur la ligne 3 entre la place Stalingrad et Lormont,. Cependant, les autres projets seront par la suite abandonnés, notamment à cause de la concurrence de l'autobus.
À partir de 1953, les trolleybus des lignes 3, puis 2 sont progressivement remplacés par des autobus. Le dernier trolleybus circule le 26 mai 1954.

## Lignes
À son apogée, le réseau comprend deux lignes, :
- 2 : Passerelle - Brienne
- 3 : Stalingrad - Lormont

## Matériel roulant
Le parc comprend jusqu'à 22 voitures,:
- 12 Vétra CS60 (19 unités sont livrées de 1940 à 1945, mais 7 unités sont réquisitionnées en 1943 par les autorités allemandes[2])
- 7 Vétra VCR (livrés dès 1945)
- 3 Vétra VBR (livrés en 1947)

## Annexe